# プレジャー島 (ノースカロライナ州)

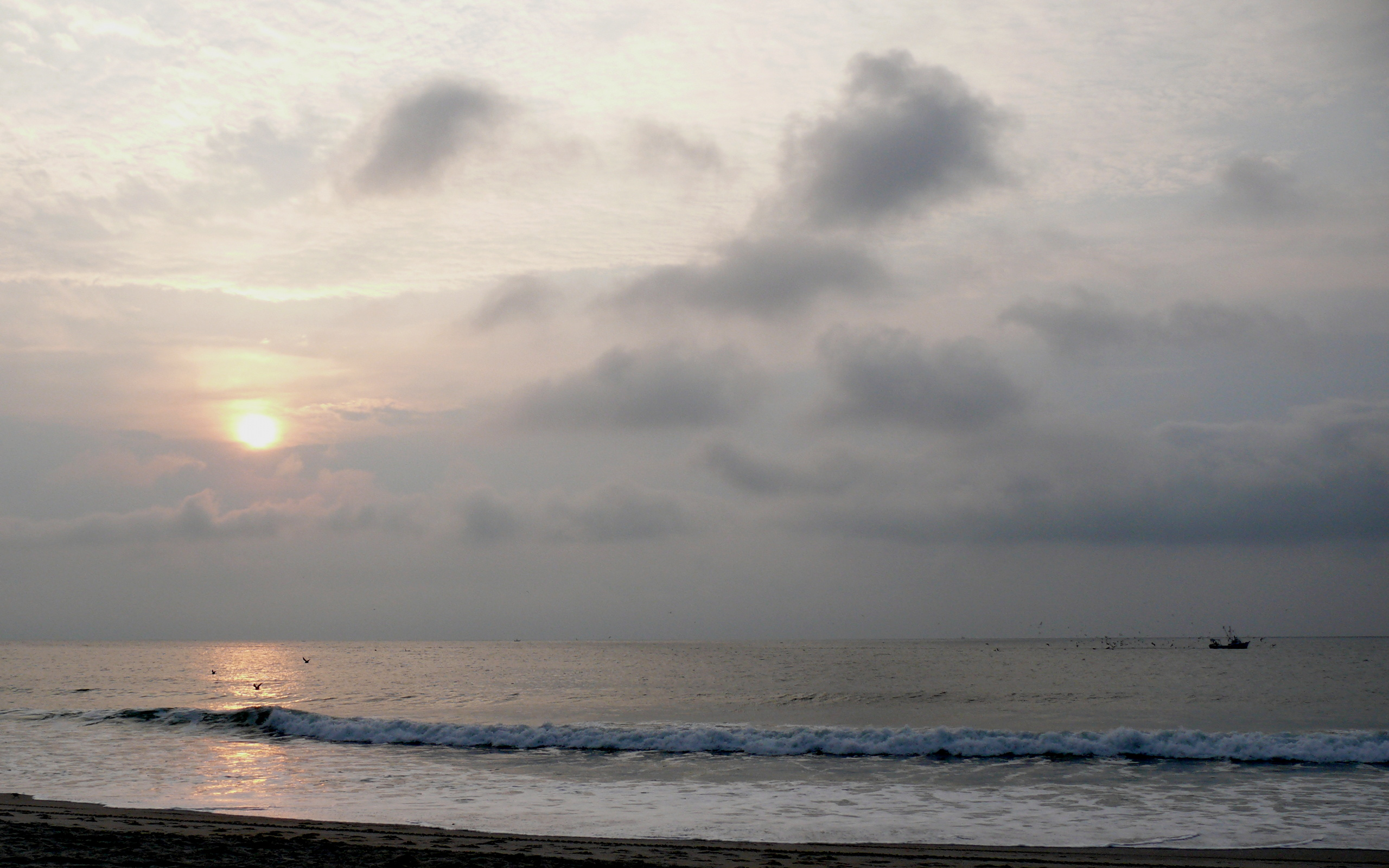
日の出のカロライナビーチ

プレジャー島 (プレジャーとう、英: Pleasure Island) はアメリカ合衆国ノースカロライナ州南東部にある島。島の大部分はニューハノバー郡フェデラルポイント郡区に属するが、南端部はブランズウィック郡スミスビル郡区に属する。島内には二つの町、カロライナビーチ、クレビーチと未編入地域ウィルミントンビーチが存在する。東は大西洋に面し、西はケープフィア川。北はスノーズカット（大西洋沿岸内水路の一部）とカロライナビーチ海峡。南のボールドヘッド島との間は昔はコーンケイク海峡で隔てられていたが、1998年にハリケーンによって同海峡はふさがり、現在は両者は一つの島となっている。また、1930年にスノーズカットが出来る前は、プレジャー島はフェデラルポイントと呼ばれる半島であった。
座標: 北緯34度01分07秒 西経77度54分22秒 / 北緯34.0187度 西経77.9061度